# Friedrich Pürner
Friedrich Pürner (ur. 21 kwietnia 1967 w Monachium) – niemiecki polityk, lekarz i urzędnik administracji publicznej, deputowany do Parlamentu Europejskiego X kadencji.

## Życiorys
Ukończył studia prawnicze i medyczne. W 2010 doktoryzował się z nauk medycznych ze specjalizacją w ortopedii na Uniwersytecie Ludwika i Maksymiliana w Monachium. Przez sześć lat był kierownikiem więziennego szpitala. Pracował też jako dyrektor departamentu zdrowia w administracji powiatu Aichach-Friedberg oraz departamentu epidemiologii bawarskiego urzędu zdrowia i bezpieczeństwa żywności. Współpracował także z krajową izbą lekarską i szkołą w Aichach. W 2020 został służbowo przeniesiony na niższe stanowisko po tym, jak wyrażał krytyczne opinie na temat strategii walki z pandemią COVID-19 (m.in. obowiązku noszenia maseczek). Zyskał pewną rozpoznawalność jako krytyk obostrzeń związanych z pandemią, opublikował książkę Pan(ik)demie: Das kranke Gesundheitssystem (2021). Zaskarżył do sądu swoje przeniesienie służbowe i brak przyjęcia na inne stanowisko w lokalnej administracji zdrowotnej, w 2023 postępowanie zawieszono za porozumieniem stron.
Związał się z Sojuszem Sahry Wagenknecht, otrzymał szóste miejsce na liście ugrupowania w wyborach do Parlamentu Europejskiego w 2024. W głosowaniu z czerwca 2024 uzyskał mandat posła do PE X kadencji. W lutym 2025 wystąpił z Sojuszu Sahry Wagenknecht.